# نوودسیاتکینو
نوودسیاتکینو (انگلیسی: Novodesyatkino) یک شهرک در شهرستان بیرسکی باشقیرستان کشور روسیه است.